# Al-Mansura (Acre)
Al-Mansura (en arabe : المنصورة) était un village de Palestine mandataire, situé à l’extrémité septentrionale d’une montagne de Galilée supérieure et relié à la route côtière entre Acre et Ras-al Naqoura par une route secondaire. Il a été dépeuplé lors de la guerre israélo-arabe de 1948.

## Période ottomane
Le village fut intégré à l’empire ottoman en 1517, dans le nahié (sous-district) de Jira, dans le sandjak de Safed. En 1596, les registres fiscaux lui attribuent une population de 17 ménages et 5 célibataires. Les habitants payaient un impôt de 25% sur les produits agricoles, dont le blé, l’orge, les oliviers, les chèvres et les ruches, ainsi que sur des revenus occasionnels et un pressoir pour l’huile d’olive. La totalité de cet impôt, 3 656 akçe, allaient à un waqf.
En 1881, le Survey of Western Palestine du  Fonds d’exploration de la Palestine décrivait l’endroit comme « quelques tas de pierres et quelques fondations. La maçonnerie est de taille moyenne et de bonne tenue. Les montants des portes sont en pierre ; il y a des citernes au sommet de la colline, qui est escarpée, ».

## Palestine mandataire

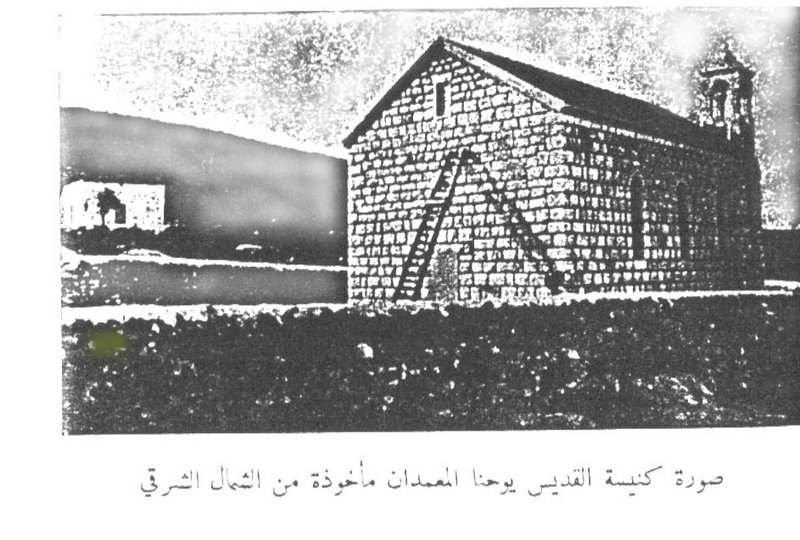
Église maronite d'Al-Mansura

Jusqu’en 1923, après la renégociation des frontières entre les gouvernements britannique et français (qui contrôlaient alors respectivement les parties septentrionale et mériodionale du  Levant), al-Mansura faisait partie du Liban. Ensuite, le village fit partie de la  Palestine mandataire et apparaît comme un hameau dans le Palestine Index Gazetteer .
Lors du recensement de 1931 de la Palestine, mené par les Hauts Commissaires pour la Palestine et la Transjordanie du gouvernement britannique, al-Mansura est regroupé avec le village chrétien de Fassouta (en), beaucoup plus vaste. Ensemble, ils totalisent une population de 688 habitants, 81 musulmans et 607 chrétiens, répartis en 129 maisons. Les maisons d’al-Mansura étaient bien séparées les unes des autres et le village possédait une église dédiée à Jean le Baptiste. Les principales sources de revenu étaient l’agriculture et l’élevage. L’eau potable provenait d’un puits au nord et de trois citernes.
Dans les statistiques de 1945, Al-Mansura est groupé avec Fassuta et Dayr al-Qassi, leur population totale atteignant 2300 et la superficie de leurs terres 34 011 dounams (soit 34,011 km2). Les plantations et les terres irrigables occupaient 1 607 dounams (soit 1,607 km2), tandis que  6 475 dounams (soit 6,475 km2) étaient utilisés pour les céréales et 247 dounams pour les bâtiments et les maisons.

## La guerre de 1948 et ses suites
Al-Mansura semble avoir été attaqué pendant l’opération Hiram  en octobre 1948. À la mi-novembre, les forces de défense israéliennes firent évacuer les villages arabes de Palestine se trouvant sur la frontière libanaise, dont al-Mansura. Ses habitants furent expulsés, certains partant pour le Liban, la plupart  étant envoyés dans la ville arabe de Rameh au cœur de la Galilée. L’Église maronite demanda au gouvernement israélien de permettre aux habitants d’al-Mansura de se réinstaller dans le village, mais cela fut refusé. Les habitants continuèrent à demander la permission de revenir à al-Mansura à plusieurs cours israéliennes, toujours sans succès.
Plusieurs établissements juifs ont été construits sur les terres d’al-Mansura, dont Elkosh (en) établi en 1949, la base militaire Biranit (en) au début des années 1950, Netu'a (en) en 1966, Mattat (en) en 1979 et Abirim (en) en 1980. Selon l’historien palestinien Walid Khalidi, en 1992, « les maisons du village ont été complètement nivelées. La plupart des débris restants ont été rassemblés en tas le long du bord septentrional du site. La seule structure restante est l’église partiellement effondrée, ».